# Zheni Pateva
Zheni Pateva, född 1878, död 1955, var en bulgarisk feminist. Hon var en av grundarna till Bulgariska Kvinnounionen (1901).